# Balloërveld
Balloërveld est un hameau néerlandais de la commune d'Aa en Hunze, situé dans la province de Drenthe. Le 1er janvier 2008, la population s'élevait à 21 habitants.